# Boone Pultz
Richard Boone Pultz (* 18. November 1959) ist ein ehemaliger US-amerikanischer Profiboxer und erster Weltmeister des WBO-Verbandes im Cruisergewicht.
Der Rechtsausleger aus Maryland begann 1982 mit dem Profiboxen und blieb in 18 Kämpfen ungeschlagen. 1985 besiegte er den späteren WBC-Weltmeister Bernard Benton. Im Dezember 1989 gewann er die erste WBO-Weltmeisterschaft im Cruisergewicht durch einen Punktsieg gegen den Norweger Magne Havnå, verlor jedoch den Titel im direkten Rückkampf im Mai 1990.
Nach neun weiteren Kämpfen beendete er seine Boxkarriere 2008 mit einer Bilanz von 25 Siegen und 3 Niederlagen.
| Vorgänger | Amt                                                                    | Nachfolger  |
| --------- | ---------------------------------------------------------------------- | ----------- |
| —         | Boxweltmeister im Cruisergewicht (WBO) 3. Dezember 1989 – 17. Mai 1990 | Magne Havnå |